# Ghiacciaio Trafalgar
Il ghiacciaio Trafalgar è un ghiacciaio lungo circa 60 km situato nella parte nord-occidentale della Dipendenza di Ross, nell'Antartide orientale. Il ghiacciaio Trafalgar, il cui punto più alto si trova a quasi 1800 m s.l.m., si trova nella parte orientale dei monti della Vittoria, dove fluisce verso est lungo il versante meridionale della dorsale dei Cartografi, fino a unire il proprio flusso a quello del ghiacciaio Tucker, a sud di colle Bypass.

Lungo il suo percorso, il flusso del ghiacciaio Trafalgar è arricchito da quello di diversi altri ghiacciai che gli si uniscono, tra cui quello dei ghiacciai Wood, Croll, Hearfield e Coulston, da nord, e dei ghiacciai Osuga, Trainer, Rudolph e Stafford, da sud.

## Storia
Il ghiacciaio Trafalgar è stato così battezzato dal reparto settentrionale della spedizione neozelandese di ricognizione geologica antartica svolta nel 1957-58, in onore della vittoria ottenuta dagli inglesi nella battaglia di Trafalgar.